# Княгиня (Закарпатская область)
Княгиня (укр. Княгиня) — село в Великоберезнянской поселковой общине Ужгородского района Закарпатской области Украины.
Население по переписи 2021 года составляло 242 человек. Почтовый индекс — 89021. Телефонный код — 03135. Код КОАТУУ — 2120885602.